# Money shot
Um money shot é um elemento visual estacionário ou em movimento de um filme, vídeo, transmissão de televisão ou publicação impressa que é desproporcionalmente caro para produzir ou é percebido como essencial para a importância geral ou potencial de geração de receita do trabalho.

## Cinema
Originalmente um termo amplo usado geralmente na produção de filmes, o "money shot" era simplesmente a cena que custava mais dinheiro para ser produzida. Em geral, um money shot (também chamado de money-making shot) é uma sequência provocativa, sensacional ou memorável em um filme, da qual o desempenho comercial do filme é percebido como dependente. A cena pode ou não ser uma sequência de efeitos especiais, mas pode se tornar um ponto de venda para o filme. Por exemplo, em um thriller de ação, uma cara sequência de efeitos especiais de uma represa estourando pode ser considerada a cena de dinheiro do filme. Muitos cineastas lêem um roteiro e procuram o momento mais dramático ou clímax — o money shot — no filme proposto. Mesmo que os custos ou desafios técnicos de filmar uma cena tão impressionante possam ser enormes, produtores e diretores farão o que for preciso para concluir essa cena. É por causa de sua importância nas bilheterias e configuração cara, que essa cena climática é muitas vezes referida como um money shot.
Mais amplamente, pode ser qualquer filmagem notavelmente dramática ou emocional. Por outro lado, Rich Evans, da Red Letter Media, ofereceu o termo "coupon shot" para money shots que são anticlimáticos ou mal executados na série Best of the Worst do canal.

### Filmes pornográficos
O termo tornou-se conhecido em seu contexto mais restrito e específico de gênero, ou seja, significando cum shot em pornografia, tanto em filme quanto em foto. Referir-se à cena da ejaculação como um 'money shot' foi atribuído aos produtores que pagam extra aos atores masculinos por isso. De acordo com Steven Ziplow, autor de The Film Maker's Guide to Pornography, "a gozada (cum shot) ou, como alguns chamam, 'a granada' (money shot), é o elemento mais importante do filme e que todo o resto (se necessário) deve ser sacrificado às suas custas". Também foi argumentado que este é o momento filmado que o público pagou para ver. Em seu livro Hard Core, Linda Williams argumenta que o money shot não é simplesmente desejado em si, mas prova ao público que o sexo é real.